# 이재경 (1980년)
이재경(1980년 5월 13일 ~ )은 모던 록 밴드 넬(Nell)의 기타리스트이다. 주로 깁슨 종류의 기타를 사용하고, 곡에 따라 키보드를 연주할 때도 있다.

## 활동

### 외부 활동
넬 활동 이외에 U-KBS MUSIC 넬의 가혹한 라디오 로고송(KBS DMB 《NELL의 가혹한 라디오》 시그널송)에 참여하였다. 이재경은 집에 만들어 둔 곡이 약 2000곡이 되며, "언젠가 좋은 기회가 있다면 보여드릴 수 있겠죠. 넬이 될 수도 있고요. 뮤지션들은 작곡은 다 하는 것 같아요. 사람들에게 알려지고 그런 점이 다른 거지."라 언급한 바 있다.

## 교우 관계
넬에서 정재원과 초, 중, 고등학교 동창, 김종완과 중학교 동창, 이정훈과 동네 친구이다.

## 에피소드 및 기타 사항

### 에피소드
넬의 멤버들은 어려서부터 친구들이었기 때문에 서로에 관한 에피소드와 이들과 친한 사람들과의 에피소드가 다수 존재한다. 다음은 그 내용.
- 세계사람 모두를 웃길 수 있는 표정을 가지고 있다. 정재원은 재경이 초등학교 5학년때 10단계에 나뉘어 표정을 지을테니 다 참으면 소원을 들어주겠다고 해서 이 악물고 버텼으나 3단계밖에 못 갔다고 한다. 참고로 이 표정은 남자들에게만 보여주며, 보고 나면 잠자다가도 문득 떠오른다고 한다. 김종완은 이 표정을 "되게 X같아요!"라고 표현했다. (2012년 Paper 인터뷰)
- 정재원은 재경이 미쳤다고 생각될때가 종종 있다며 한번은 KTX를 타고 부산에서 서울로 올라오는 길에 심심해서 숨 참기 대결을 했는데, 정재원이 1분 참고 항복할 때 재경은 죽자사자 참아 3분을 버텼다고 한다. (2012년 Paper 인터뷰)

### 기타 사항
- 팬들 사이에서 주로 락리(Rock Lee), 론리, 경 등으로 불린다. 가끔 초식공룡이나 마델 경으로 불리기도 한다. U-KBS MUSIC 넬의 가혹한 라디오에서 쉽게 흥분하고 빨라지는 말 덕에 속사포 경이라고 불리기도 하였다.
- 넬 멤버 중 키가 가장 크고(약 190cm 초반), 군대 간 사이에 키가 3cm 정도 더 컸다고 한다. 김종완이 '국내 최장신 기타리스트'라 소개한 바 있다.
- 15살부터 기타를 연주하였다.
- 채소 중에서 오이를 싫어한다.
- 취미는 PC 게임, 독서, 채팅이다.
- 음악 외에 배우고 싶은 건 영어와 일본어 공부라고 한다. "해외에는 음악 전문 잡지가 굉장히 많고 대가들이 자신의 노하우를 설명해주는 글들을 어렵지 않게 접할 수 있는데 개인적으로 찾아보려고 하면 다 영어로 되어있어 답답하다. 그래서 언어를 공부하려고 한다"라고 했다. (2012년 Paper 인터뷰)